# Xian H-6
El Xian H-6 (en chino: 轰-6) es un bombardero estratégico birreactor, fabricado en la República Popular China bajo licencia de producción del bombardero soviético Tupolev Tu-16 para la Fuerza Aérea del Ejército Popular de Liberación.
Las entregas del Tu-16 a la República Popular China empezaron en 1958. El fabricante Xi'an Aircraft Industrial Corporation (XAC) logró firmar un contrato con la URSS, para hacerse con la licencia de producción a finales de los años 50. El primer Tu-16 chino, o "H-6" como se denominaba en las fuerzas armadas chinas, voló en 1959. La producción se realizó en la planta situada en Xian, con al menos 180 ejemplares fabricados. 
Se estima que China opera hasta de 231 de estas aeronaves para noviembre de 2020.
La última versión es el H-6N, una versión muy rediseñada capaz de transportar misiles de crucero lanzados desde el aire. Según el Departamento de Defensa de los Estados Unidos, esto le dará a la Fuerza Aérea del Ejército Popular de Liberación (PLAAF) una capacidad aérea ofensiva de largo alcance con municiones guiadas de precisión.

## Diseño y desarrollo

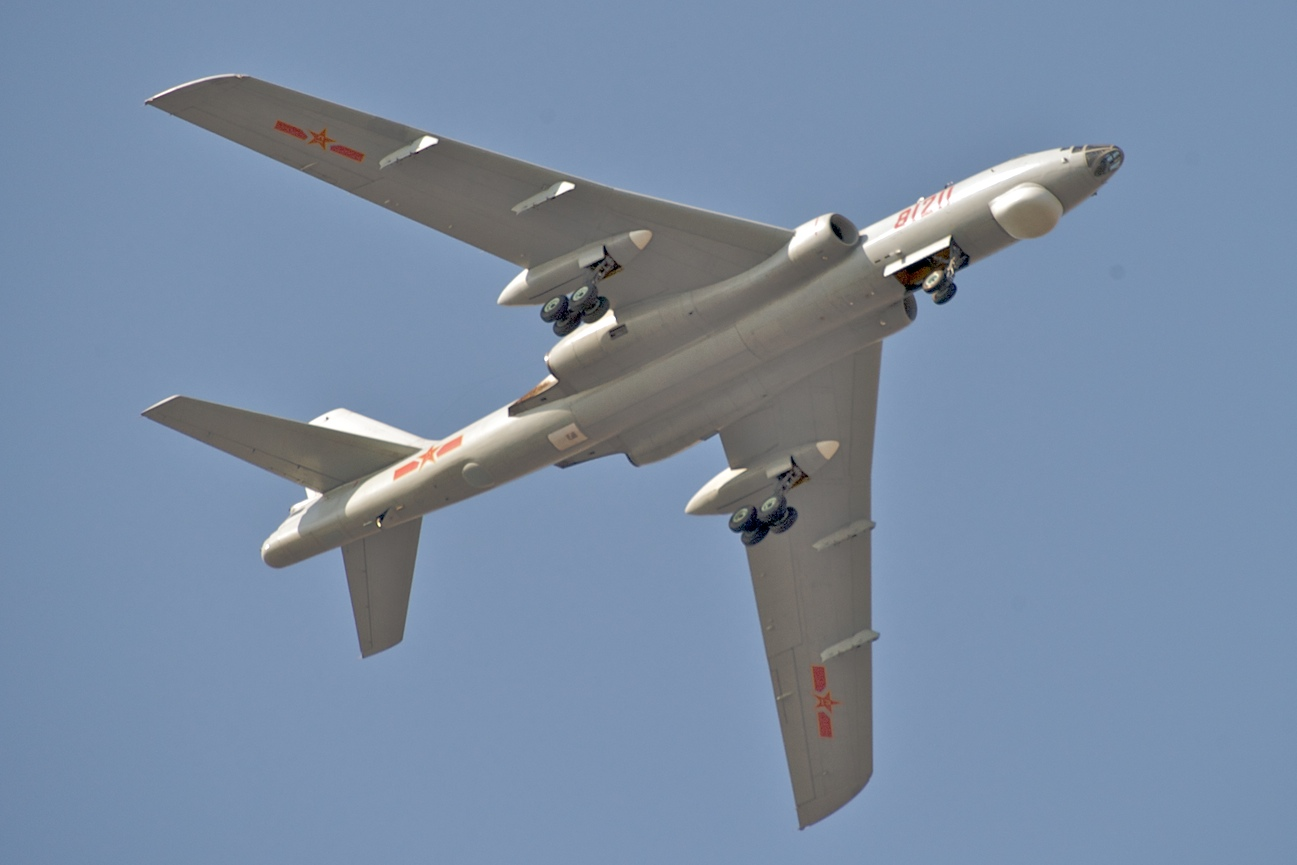
Un Xian H-6M sobrevolando la ciudad de Changzhou, año 2010

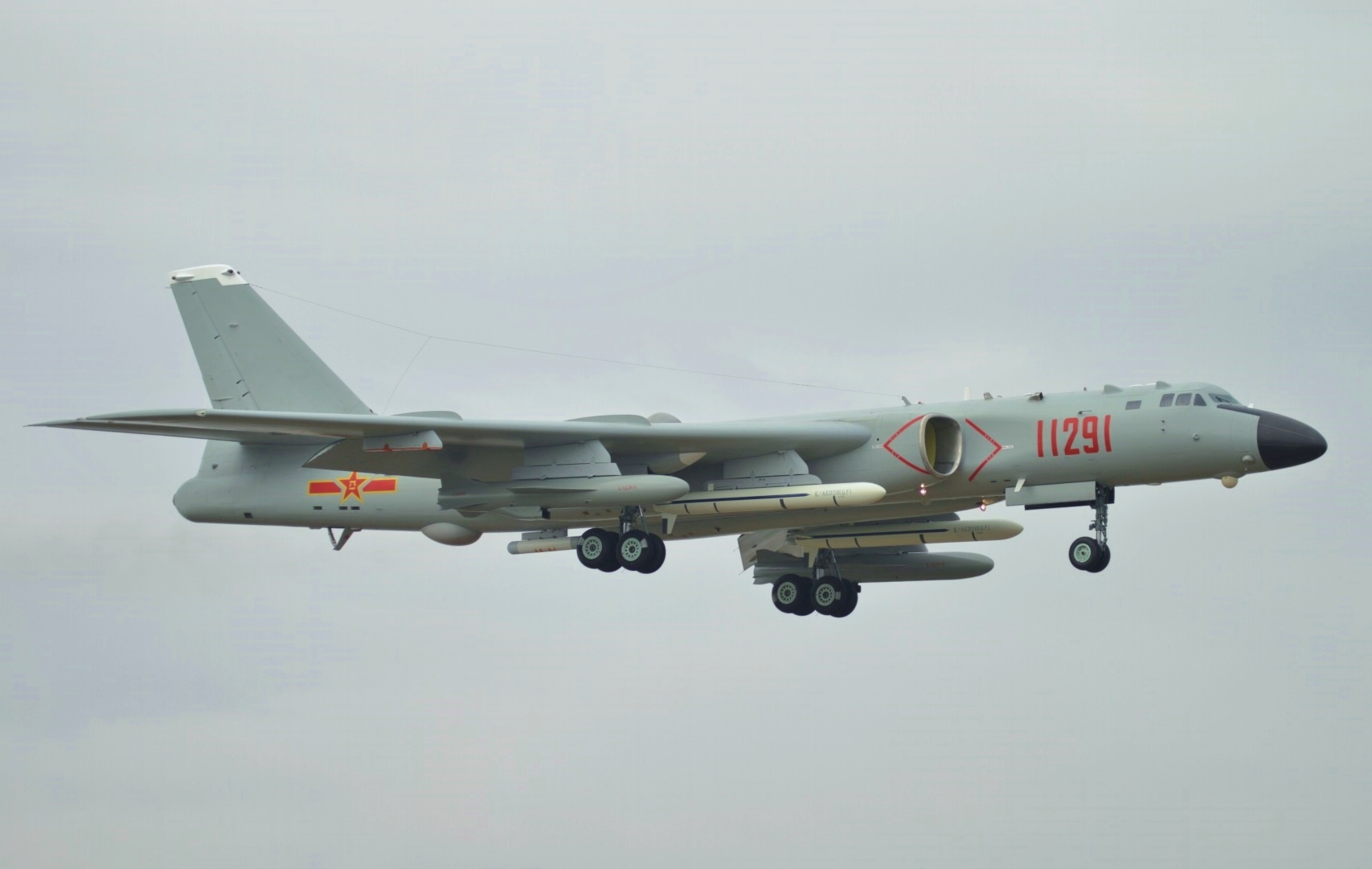
Un H-6K aterrizando en el Aeropuerto de Zhuhai Jinwan con misiles de crucero, año 2018

El primer H-6 producido en el país se completó en 1968 y el 13 de agosto de 1971 los satélites espías de EE. UU. Registraron las pruebas de los bombardeos. En marzo del año siguiente, la CIA estimó que la República Popular China tenía 32 aeronaves operativas con 19 adicionales en espera de terminación.
El H-6 se utilizó para colocar nueve dispositivos nucleares en el sitio de prueba de Lop Nur. Sin embargo, con el mayor desarrollo en la tecnología de misiles balísticos, las capacidades de entrega nuclear que ofrecía el H-6 disminuyeron en importancia. La CIA estimó en 1976 que el H-6 había pasado a un doble papel de bombardeo nuclear/convencional.

### Versiones desarrolladas
Junto con el bombardero de caída libre H-6, se construyó un bombardero nuclear "H-6A", así como una variante de reconocimiento "H-6B", un bombardero convencional "H-6C" y un bombardero nuclear "H-6E" con contramedidas mejoradas, el portador de misiles antibuque "H-6D" y la serie "HY-6" capaz de actuar como un tanque de combustible en vuelo. El H-6D se introdujo a principios de la década de 1980 y llevaba un misil antibuque C-601 (designación OTAN "Silkworm"), un derivado lanzado desde el aire del P-15 Termit soviético ("Styx") debajo de cada ala. El H-6D presentaba varios sistemas modernizados y luce un radomo ampliado con un radar de vigilancia de banda I de Kobalto Tipo 245 bajo la nariz. El radar de Tipo 245 se basó en el soviético PSBN-M-8. El radar de hongos se usó en el Tupolev Tu-16. Se instalaron versiones (Tipo 241, 242 y 244) en los primeros modelos del H-6. El H-6 también se usó como un cisterna y un lanzador de aviones no tripulados. La producción posterior del H-6 incluyó puntas de ala curvadas extendidas.
Muchos aviones H-6A y H-6C se actualizaron en la década de 1990 a la configuración "H-6F", siendo la mejora principal un sistema de navegación moderno, con un receptor de constelación de satélites del Sistema de Posicionamiento Global (GPS), un radar de navegación Doppler e inercial. sistema de navegación. La nueva producción también comenzó en la década de 1990, con Xian construyendo el "H-6G", que es el director de misiles de crucero lanzados desde tierra; el "H-6H", que lleva dos misiles de crucero de ataque terrestre. En términos de misiles de crucero de ataque a tierra, PLAAF consideró cinco posibilidades inmediatas: los indígenas HN-1, HN-2 y HN-3, DH-10/CJ-10, y una variante del misil de crucero diseñado por Rusia. Se cree que el CJ-10 se elige como el misil principal de ataque terrestre para los bombarderos H-6, y ahora el portador de misiles de crucero "H-6M", que tiene cuatro pilones para misiles de crucero mejorados y está equipado con un sistema de seguimiento del terreno . Al parecer, estas variantes no tienen capacidad de bomba interna, y la mayor parte o todo su armamento defensivo ha sido eliminado.

### H-6K

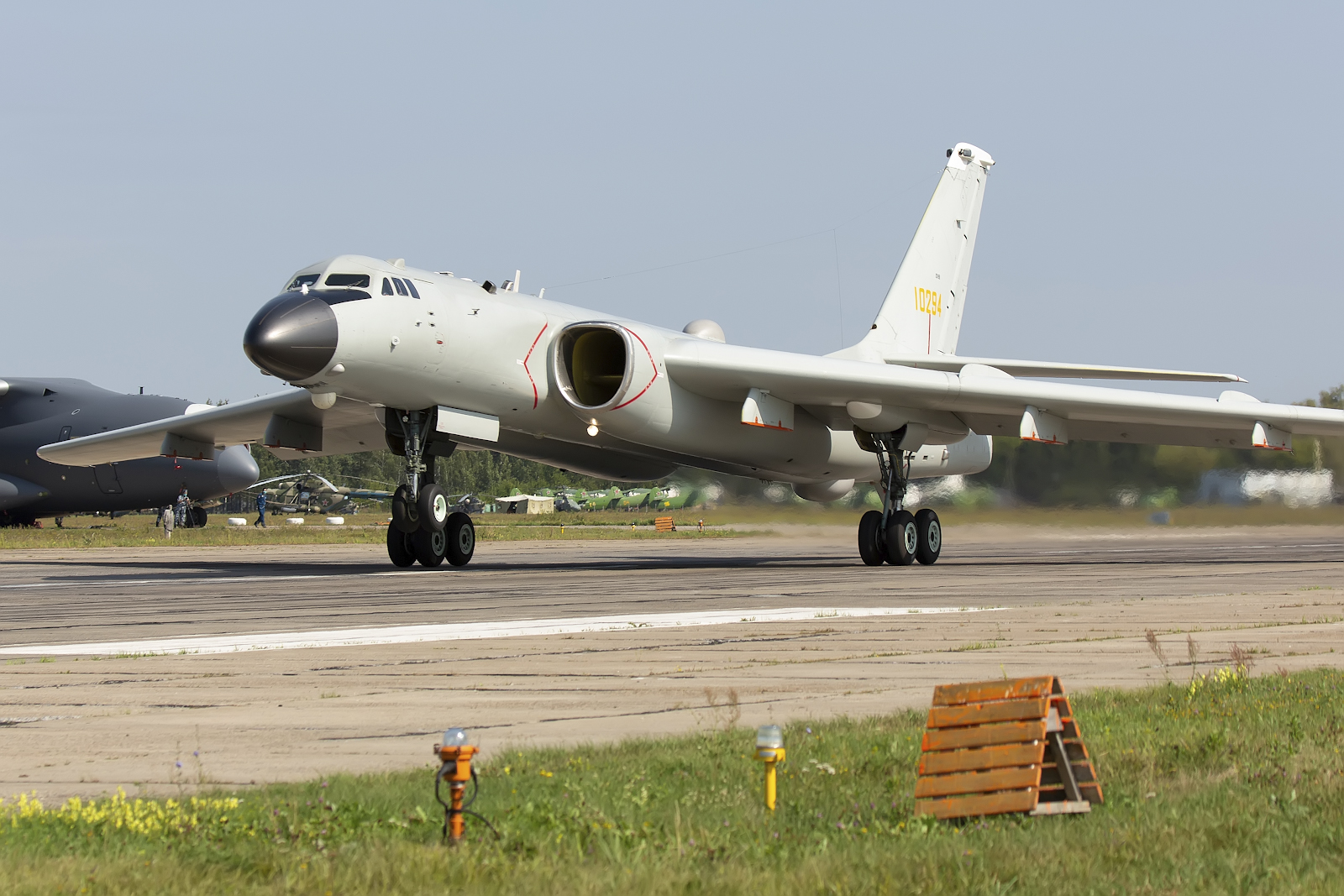
Un Xian H-6K aterrizando en Rusia, año 2021.

El H-6K, el primer vuelo el 5 de enero de 2007, entró en servicio en octubre de 2009 durante las celebraciones del 60 aniversario de la República Popular China y se dice que hace de China el cuarto país con un bombardero estratégico después de Estados Unidos, Rusia y Reino Unido. Con una estructura reforzada que utiliza materiales compuestos, entradas de motor ampliadas para los motores rusos turbofán Soloviev D-30 que dan un radio de combate declarado de 3.500 kilómetros (2,200 mi), una cabina de vidrio con pantalla LCD multifunción de gran tamaño y una nariz modificada. La sección H-6K es una aeronave significativamente más moderna que las versiones anteriores, eliminando la estación del navegador acristalado en favor de un radar más potente. Se agregaron seis puntos de apoyo para misiles de crucero CJ-10A. Los cañones traseros de 23 mm y la posición del artillero se reemplazan por componentes electrónicos.
El H-6K está diseñado para ataques de largo alcance y ataques de distancia. Es capaz de atacar grupos de batalla y objetivos prioritarios de los transportistas estadounidenses en Asia. Este avión tiene capacidad de ataque nuclear. Mientras que los modelos anteriores tenían una capacidad de misiles limitada (el H-6G solo podía transportar dos misiles antiaéreos YJ-12 y el H-6M dos KD-20/CJ-10K/CJ-20 misiles de crucero de ataque terrestre), el H-6K puede transportar hasta seis YM-12 y 6-7 ALCM; un solo regimiento de 18 H-6K completamente cargados con YJ-12 puede saturar las naves enemigas con más de 100 misiles supersónicos. Aunque la aeronave tiene una nueva cámara de radio que contiene un moderno radar de aire a tierra, no está claro si el bombardero u otros activos chinos aún tienen la capacidad de recopilar información precisa de objetivos para ataques exitosos contra objetivos puntuales en áreas más allá de la primera cadena de islas. Se coloca un sistema optrónico de puntería debajo de la nariz.
En enero de 2009, se informó que un motor turbofán indígena, el WS-18, estaba en desarrollo para su uso en el H-6K.
En 2015, alrededor de 15 H-6K estaban en servicio.
Un H-6K equipado con una sonda de reabastecimiento de combustible puede haber volado por primera vez en diciembre de 2016. Además de ampliar el alcance, una posible misión para la variante puede ser lanzar satélites o misiles balísticos.
La jefa de la Agencia de Inteligencia de la Defensa, Ashley, confirmó que China está desarrollando dos nuevos misiles balísticos lanzados desde el aire, uno de los cuales puede llevar una cabeza nuclear. El H-6K sería adecuado para lanzar tales misiles.
En enero de 2019, Norinco anunció que había probado un análogo de la "Madre de todas las bombas" estadounidense. El arma es transportada por un H-6K y ocupa toda la bahía de bombas, por lo que mide aproximadamente 5–6 m (16–20 pies) de largo y pesa 10 toneladas. Los medios chinos afirmaron que podría usarse para eliminar edificios reforzados y refugios, así como para eliminar obstáculos para crear una zona de aterrizaje de aviones.

## Historia operacional
China ha usado repetidamente aviones H-6 para realizar simulacros de largo alcance cerca de Japón, lo que ha llevado a la Fuerza Aérea de Autodefensa de Japón .
En Irak, para el inicio de 1987, la IQAF compró cuatro bombarderos de China H-6D. El tipo al final sufrió pérdidas extensas durante la guerra Irán-Irak, y sólo un Tu-16 y H-6D sobrevivieron, muchos bombarderos iraquíes fueron derribados por los cazas F-14 y F-4 de la IRIAF, normalmente eran escoltados por cazas hasta sus objetivos, en ataques diurnos, pero pronto estas operaciones se redujeron, por la enorme mortalidad en estas misiones, por ello, se decidió lanzar ataques nocturnos, en donde los Tu-16 y H-6 se desempeñaron mucho mejor, gracias a sus sistemas de navegación nocturna, lanzando bombas y misiles sobre objetivos iraníes.

## Usuarios

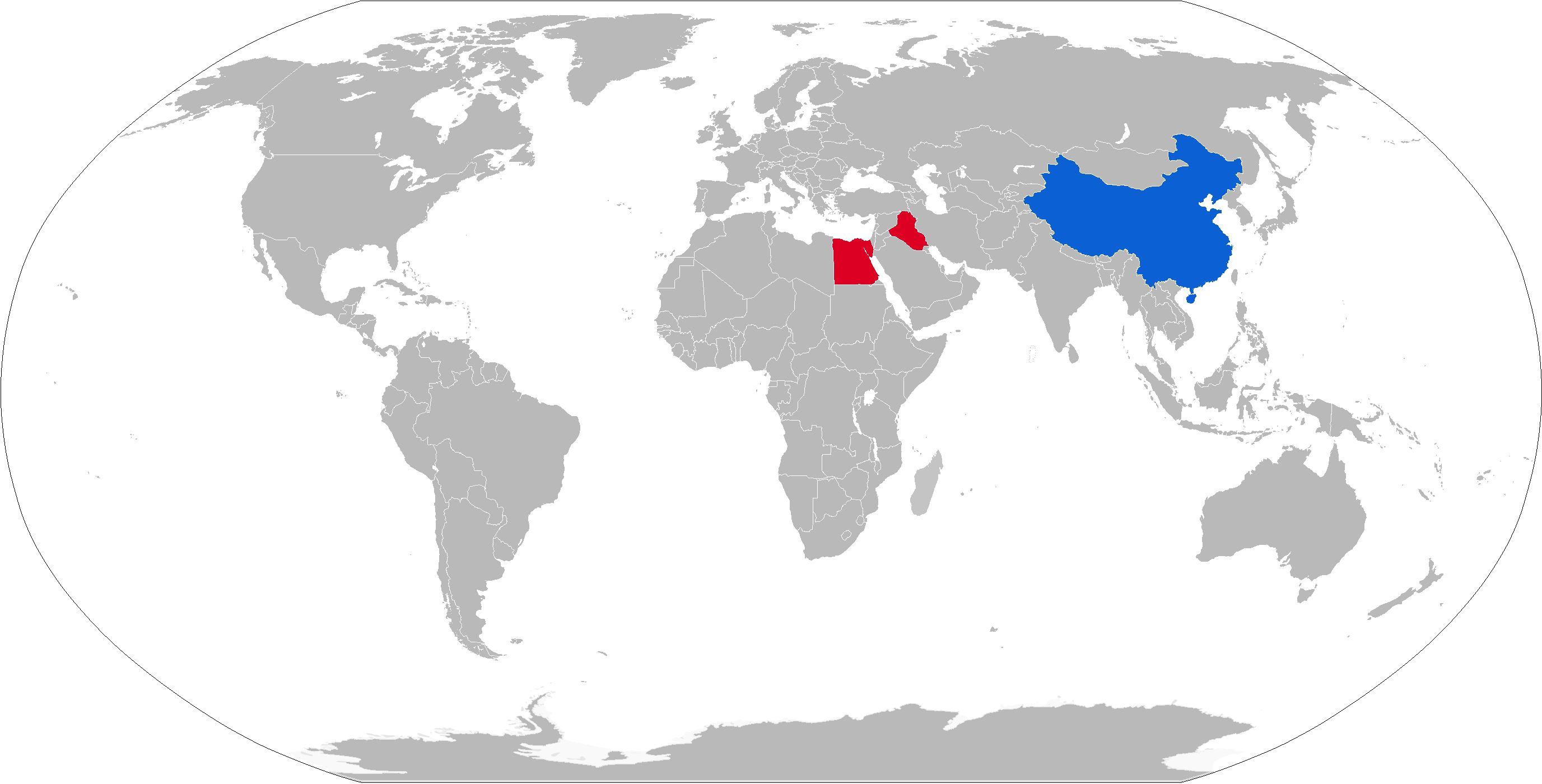
Mapa con operadores Xian H-6 en azul con operadores anteriores en rojo.

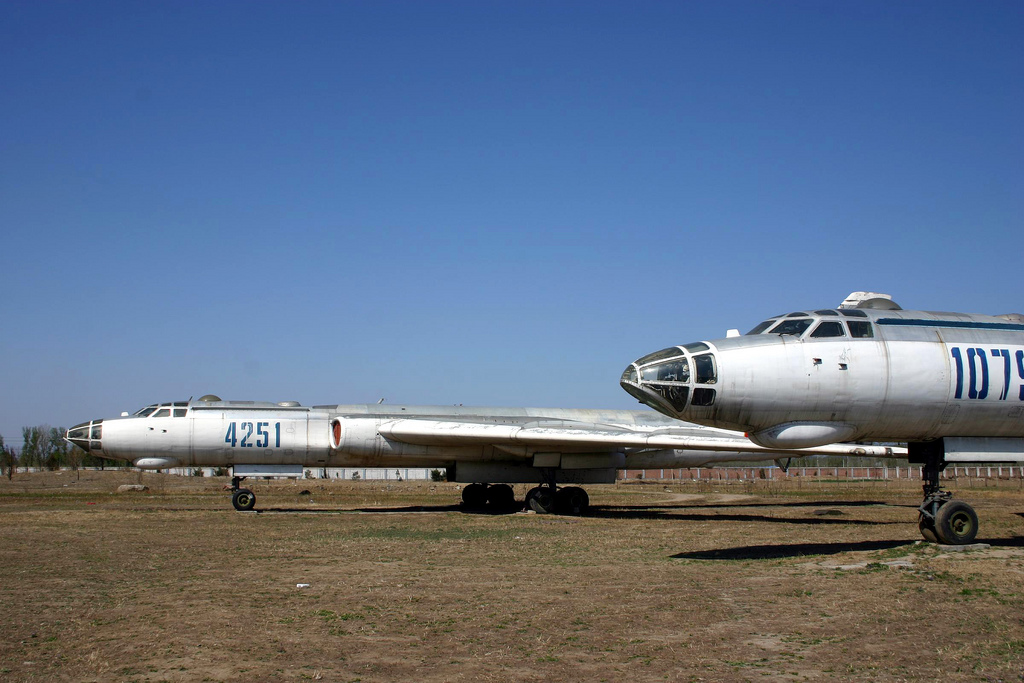
Bombarderos Xian H-6 en el Museo Chino de Aviación situado en Pekín.

### Operadores actuales
China
- Fuerza Aérea del Ejército Popular de Liberación
- Armada del Ejército Popular de Liberación

### Operadores anteriores
Egipto
- Fuerza Aérea Egipcia: Algunos B-6 fueron adquiridos después de 1973 junto con repuestos para la flota egipcia Tu-16. El último avión retirado en el 2000.

 Irak
- Fuerza Aérea Iraquí: Cuatro H-6D, armados con misiles C-601, adquiridos durante la Guerra Irán-Irak, durante la cual al menos uno de ellos fue derribado. Todos los restantes fueron destruidos en la Guerra del Golfo Pérsico de 1991.

## Especificaciones (H-6)

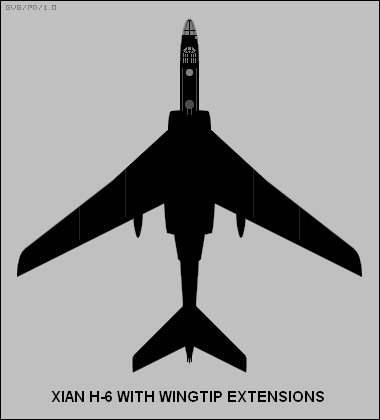
Dibujo lineal de un H-6 con extensión de punta de ala

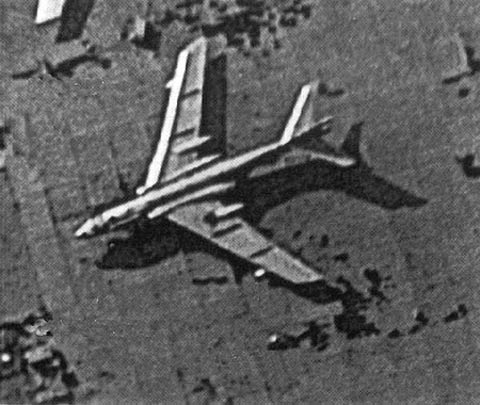
Imagen de un Xian H-6 tomada desde un satélite

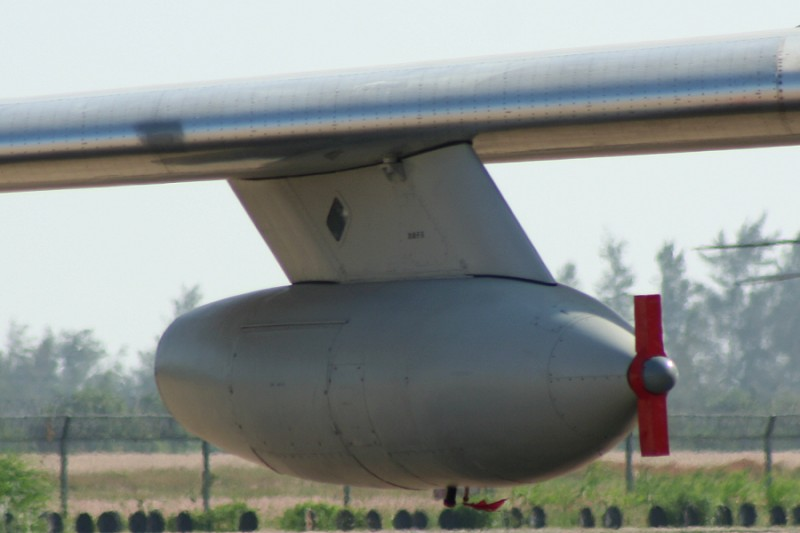
Cápsulas de reabastecimiento aéreo debajo del ala instaladas en la variante del avión cisterna HY-6U, año 2008

### Características generales
- Tripulación: 4
- Longitud: 34.8 m (114 pies 2 pulg.)
- Envergadura: 33.0 m (108 pies 3 pulgadas)
- Altura: 10.36 m (34 pies 0 pulg.)
- Área de ala: 165 m² (1,775 ft²)
- Peso en vacío: 37,200 kg (82,000 lb)
- Peso cargado: 76,000 kg (168,000 lb) Max.
- Peso de despegue: 79,000 kg (174,000 lb)
- Central eléctrica: 2 × Xian WP8 turbojets, 93.2 kN (20,900 lbf) cada uno

### Prestaciones
- Velocidad máxima: 1,050 km / h (567 nudos, 656 mph)
- Velocidad de crucero: Mach 0.75 (768 km / h, 477 mph)
- Rango: 6,000 km (3,200 nm, 3,700 mi)
- Radio de combate: 1,800 km (970 nm, 1,100 mi)
- Techo de servicio: 12,800 m (42,000 ft) Carga de ala: 460 kg / m² (94 lb / ft²)
- Empuje/peso: 0.24

### Armamento
- Cañones:
  - 2 × 23 mm (0,906 pulg.) De los cañones Nudelman-Rikhter NR-23 en una torreta dorsal remota
  - 2 × cañones NR-23 en torreta ventral remota
  - 2 × cañones NR-23 en torreta de cola tripulada
  - 1 × cañones NR-23 en la nariz (adición ocasional)
- Misiles:
  - 6 o 7 misiles KD-88 (antibuque o aire a superficie)
  - misil antibuque YJ-100 (CJ-10)
  - misil antibuque C-601
  - misil antibuque YJ-62 (C-602)
  - misil antibuque C-301
  - misil antibuque C-101
  - CM-802A
  - misil antibuque YJ-12
  - DF-21D (H-6N)
- Bombas: 9,000 kg (20,000 lb) de armas de caída libre
  - Bombas guiadas
    - GB6
    - CS/BBC5
    - GB2A
    - GB5

### Desarrollo relacionado
- Tupolev Tu-16

### Aviones similares
- Avro 698 vulcan
- Boeing B-47 Stratojet
- Handley Page Víctor
- Vickers Valiant